# Super Seymour Saves the Planet
Super Seymour Saves the Planet is een videospel voor de platforms Commodore Amiga. Het spel werd uitgebracht in 1992. 

## Platforms
| Jaar | Platform                      |
| ---- | ----------------------------- |
| 1991 | Amstrad CPC, ZX Spectrum      |
| 1992 | Amiga, Atari ST, Commodore 64 |